# Søren Larsen
Søren Larsen (Køge, Danska, 6. rujna 1981.) je danski umirovljeni nogometaš i bivši nacionalni reprezentativac.

## Karijera

### Klupska karijera
Igrač je klupsku karijeru započeo 1997. godine u lokalnom Køgeu. Nakon četiri sezone prodan je Brøndbyju u kojem se nije uspio nametnuti jer je odigrao svega jednu prvenstvenu utakmicu. Zbog toga ga tadašnji trener Michael Laudrup šalje na posudbu u Frem.
2004. je prodan švedskom Djurgårdensu gdje se povrijedio nakon dva odigrana susreta. Međutim, sljedeće sezone je postao ključni igrač kluba s kojim je osvojio švedsko prvenstvo i kup. Nakon dvomjesečnih kontroverzi u svezi njegovog transfera, Larsena 31. srpnja 2005. kupuje bundesligaš Schalke 04. Ondje je zbog ključnih golova koji su odlučivali utakmice dobivao nadimke poput Der Dänische Joker (hrv. Danski joker), The Blonde Bomber (Plavi bombaš) i Die Waffe (Oružje). Nažalost, ozljeda ga je udaljila od prvog sastava a nakon toga je većinom bio na klupi zbog čega je odlučio potražiti novi klub.
18. srpnja 2008. otišao je u francuski Toulouse kao zamjena švedskom napadaču Johanu Elmanderu koji je potpisao za Bolton Wanderers. Svoj prvi gol u novom klubu, Søren je zabio 24. siječnja 2009. u visokoj 8:0 pobjedi protiv amaterskog Schirrheina u francuskom kupu. Toulouse ga je nakon prve sezone slao na posudbe tako da je igrao za Duisburg i Feyenoord.
13. srpnja 2011. vratio se u domovinu gdje je potpisao trogodišnji ugovor za AGF. Za novi klub je debitirao već nakon pet dana u utakmici protiv Lyngbyja dok je krajem mjeseca zabio prvi gol za konačnih 2:2 protiv Odensea.

### Reprezentativna karijera
Larsen je za Dansku debitirao 2. lipnja 2005. u utakmici protiv Finske kada ga je izbornik Morten Olsen uveo u igru kao zamjenu. Bio je senzacija u reprezentaciji jer je u prvih pet reprezentativnih utakmica zabio šest pogodaka.
Morten Olsen stavio ga je na popis reprezentativaca za Svjetsko prvenstvo 2010. i ondje je protiv Japana odigrao posljednju utakmicu u dresu Danske.

#### Pogoci za reprezentaciju
| #   | Datum               | Mjesto             | Protivnik | Pogodak | Rezultat | Natjecanje                                |
| --- | ------------------- | ------------------ | --------- | ------- | -------- | ----------------------------------------- |
| 1.  | 8. lipnja 2005.     | Kopenhagen, Danska | Albanija  | 1 : 0   | 3 : 1    | Kvalifikacije za Svjetsko prvenstvo 2006. |
| 2.  | 8. lipnja 2005.     | Kopenhagen, Danska | Albanija  | 2 : 0   | 3 : 1    | Kvalifikacije za Svjetsko prvenstvo 2006. |
| 3.  | 7. kolovoza 2005.   | Kopenhagen, Danska | Engleska  | 4 : 1   | 4 : 1    | Prijateljska utakmica                     |
| 4.  | 3. rujna 2005.      | Istanbul, Turska   | Turska    | 2 : 2   | 2 : 2    | Kvalifikacije za Svjetsko prvenstvo 2006. |
| 5.  | 7. rujna 2005.      | Kopenhagen, Danska | Gruzija   | 5 : 1   | 6 : 1    | Kvalifikacije za Svjetsko prvenstvo 2006. |
| 6.  | 7. rujna 2005.      | Kopenhagen, Danska | Gruzija   | 6 : 1   | 6 : 1    | Kvalifikacije za Svjetsko prvenstvo 2006. |
| 7.  | 11. listopada 2008. | Kopenhagen, Danska | Malta     | 1 : 0   | 3 : 0    | Kvalifikacije za Svjetsko prvenstvo 2010. |
| 8.  | 11. listopada 2008. | Kopenhagen, Danska | Malta     | 3 : 0   | 3 : 0    | Kvalifikacije za Svjetsko prvenstvo 2010. |
| 9.  | 28. ožujka 2009.    | Attard, Malta      | Malta     | 1 : 0   | 3 : 0    | Kvalifikacije za Svjetsko prvenstvo 2010. |
| 10. | 28. ožujka 2009.    | Attard, Malta      | Malta     | 2 : 0   | 3 : 0    | Kvalifikacije za Svjetsko prvenstvo 2010. |
| 11. | 1. travnja 2009.    | Kopenhagen, Danska | Albanija  | 2 : 0   | 3 : 0    | Kvalifikacije za Svjetsko prvenstvo 2010. |

## Osvojeni trofeji

### Klupski trofeji
| Klub        | Trofej            | Sezona / godina |
| Danska      | Danska            | Danska          |
| ----------- | ----------------- | --------------- |
| Brøndby     | Dansko prvenstvo  | 2001./02.       |
| Švedska     |                   |                 |
| Djurgårdens | Švedsko prvenstvo | 2005.           |
| Djurgårdens | Švedski kup       | 2005.           |

## Vanjske poveznice
- Fussballdaten.de